# Erytus opacior
Erytus opacior är en skalbaggsart som beskrevs av Koshantschikov 1894. Erytus opacior ingår i släktet Erytus och familjen Aphodiidae. Inga underarter finns listade i Catalogue of Life.